# Skavøya
Skavøya ist eine Insel im Vågsfjord in der Gemeinde Kinn in der norwegischen Provinz Vestland.
Die Insel liegt an der Nordseite des Vågsfjords unmittelbar im Eingang zur Bucht Skavøpollen, die daher nur durch eine schmale, 120 Meter breite Passage nördlich der Insel und den ebenfalls etwa 120 Meter breiten Vindhammarsundet südöstlich von Skavøya mit dem Fjord verbunden ist. Östlich gegenüber der Insel auf dem Festland befindet sich der Ort Tennebø.
Die felsige Insel ist zum Teil mit Bäumen und Büschen bestanden und erhebt sich bis auf eine Höhe von 27 Metern. Sie erstreckt sich von Nordwesten nach Südosten über etwa 580 Meter bei einer Breite von bis zu 180 Metern. An ihrem Nordufer befindet sich die nur aus wenigen Häusern bestehende Ansiedlung Skavøy. Ein weiteres einzelnstehendes Gebäude befindet sich im südöstlichen Teil der Insel.
Dort liegt auch eine auf die Eisenzeit zurückgehende, als Kulturdenkmal eingetragene Grabanlage.